# Права ЛГБТ в Мексике
Права лесбиянок, геев, бисексуалов и трансгендерных людей (ЛГБТ) в Мексике в последние годы расширились в соответствии с мировыми правовыми тенденциями. Интеллектуальное влияние Французской революции и кратковременная французская оккупация Мексики (1862—1867 гг.) Привели к принятию Наполеоновского кодекса, декриминализирующего однополые половые отношения в 1871 году. Однако законы, запрещающие публичную безнравственность или непристойность, использовались для преследования лиц, причастных к ним.
Терпимость к сексуальному разнообразию в некоторых культурах коренных народов широко распространена, особенно среди сапотеков перешейка и майя Юкатана. По мере того как влияние иностранных и отечественных культур (особенно из более космополитических районов, таких как Мехико) растет по всей Мексике, отношение меняется. Это наиболее заметно в крупнейших мегаполисах, таких как Гвадалахара, Монтеррей и Тихуана, где образование и доступ к иностранцам и иностранным СМИ наиболее высоки. Однако во внутренних районах изменения происходят медленнее, и даже в больших городах дискомфорт от перемен часто приводит к негативной реакции. С начала 1970-х годов под влиянием освободительного движения геев в США и резни в Тлателолко в 1968 году появилось значительное количество ЛГБТ-организаций. Заметные и хорошо посещаемые марши и парады ЛГБТ проходят в Мехико с 1979 года и в Гвадалахаре с 1996 года.
3 июня 2015 года Верховный суд нации опубликовал «правовой тезис», в котором юридическое определение брака было изменено, чтобы охватить однополые пары. Законы, ограничивающие заключение брака между мужчиной и женщиной, были признаны судом неконституционными, и поэтому каждый орган правосудия в стране должен оформлять однополые союзы. Однако этот процесс является длительным, так как пары должны потребовать судебного разрешения от судьи, а это процедура, через которую пары противоположного пола не должны проходить. В сентябре 2016 года Верховный суд вынес аналогичное постановление в отношении однополых усыновлений. Хотя эти два постановления напрямую не отменяли запреты на однополые браки и усыновление в Мексике, они предписывали каждому судье страны выносить решение в пользу однополых браков и усыновлений пар, ищущих права на брак и / или усыновление.
Политические и юридические успехи были достигнуты благодаря левой Партии демократической революции, левым второстепенным партиям, таким как Патрия труда и Гражданское движение, центристская институционно-революционная партия и, в последнее время, левое Движение за национальное возрождение. Среди прочего, они включают поправку 2011 года к статье 1 Федеральной конституции, запрещающую дискриминацию по признаку сексуальной ориентации.
Однополые браки заключаются без каких-либо ограничений в Мехико, Агуаскальентес, Нижняя Калифорния, Южная Нижняя Калифорния, Кампече, Чьяпас, Чиуауа, Коауила, Колима, Халиско, Идальго, Мичоакан, Морелос, Наярит, Нуэво-Леон, Оахака, Пуэбла, Синалоа, Кинтана-Роо, Сан-Луис-Потоси и Тласкала, а также в некоторых муниципалитетах Герреро, Керетаро и Сакатекас. Кроме того, гражданские союзы заключаются в Мехико и штатах Коауила, Кампече, Мичоакан и Тласкала.

## История

### Доколумбовая Мексика
Принятие гомосексуальности и трансгендерной идентичности было документально подтверждено различными коренными народами Мексики, в первую очередь сапотеками на перешейке и майя Юкатана. Сапотеки перешейка признают традиционный третий пол, известный как мукси, промежуточное звено между мужчиной и женщиной. Мукси при рождении мужского пола, но обычно действуют и ведут себя как женщины и выполняют работу как женщин, так и мужчин. Наличие мукси в семье воспринимается как удача и благословение. В англоязычных публикациях их часто называют трансгендерными людьми.
По мнению Беверли Чиньяса:
«Мукси, люди, которые кажутся преимущественно мужчинами, но демонстрируют определенные женские характеристики, очень заметны в популяциях сапотеков перешейка. Они выполняют третью гендерную роль между мужчинами и женщинами, принимая некоторые характеристики обоих. Хотя они воспринимаются как отличные от гетеросексуального мужского населения, они не обесцениваются и не подвергаются дискриминации в своих общинах. Сапотекский перешеек находился под господством римско-католической идеологии на протяжении более четырех столетий. Местиосы, особенно полиция-метисы, время от времени преследовали мальчиков-муксов, но родители сапотеков, особенно матери и другие женщины, быстро защищают их и их права „быть самими собой“, потому что, как они выражаются, „Бог создал их такими“. Я никогда не слышал, чтобы сапотекский перешеек предполагал, что мукси решил стать мукси. Идея выбора пола или выбора сексуальной ориентации, два из которых не различаются сапотеками перешейка, столь же нелепа, как предположение, что можно выбрать цвет кожи.»
Традиционно общество майя относилось терпимо к гомосексуализму. Между ритуалом и гомосексуальной активностью была сильная связь. Некоторые шаманы участвовали в гомосексуальных актах со своими пациентами, а священники участвовали в ритуальных гомосексуальных актах со своими богами. Точно так же тольтеки также были «чрезвычайно терпимы к сексу», публично демонстрируя секс и эротизм, в том числе гомосексуальные действия.
Однако мало что известно об однополых отношениях в обществе ацтеков. Некоторые источники утверждают, что гомосексуальность среди молодых ацтекских мужчин допускалась (гомосексуальные отношения обычно практиковались в храмах и перед битвой), но не среди взрослых мужчин, где наказанием могло быть смерть. У многих ацтекских дворян и богатых торговцев были как мужчины, так и женщины-проститутки и были однополые отношения, и были некоторые религиозные ритуалы, где гомосексуальность была приемлемой, в первую очередь во время жертвоприношения Тескатлипока. Интерсексуалы (известные как патлаши) считались ацтекским обществом «отвратительными женщинами» и были убиты. Тем не менее, некоторые источники предполагают, что гомосексуальность более широко практиковалась и терпимо воспринималась ацтеками, и что большая часть негативного отношения к этой практике проистекает из испанских записей, поскольку, предположительно, у испанцев были «огромные проблемы, когда они пытались искоренить гомосексуальность». Ацтекский бог Шочипилли — покровитель гомосексуалистов и мужчин-проституток.

### С 1970-х по настоящее время

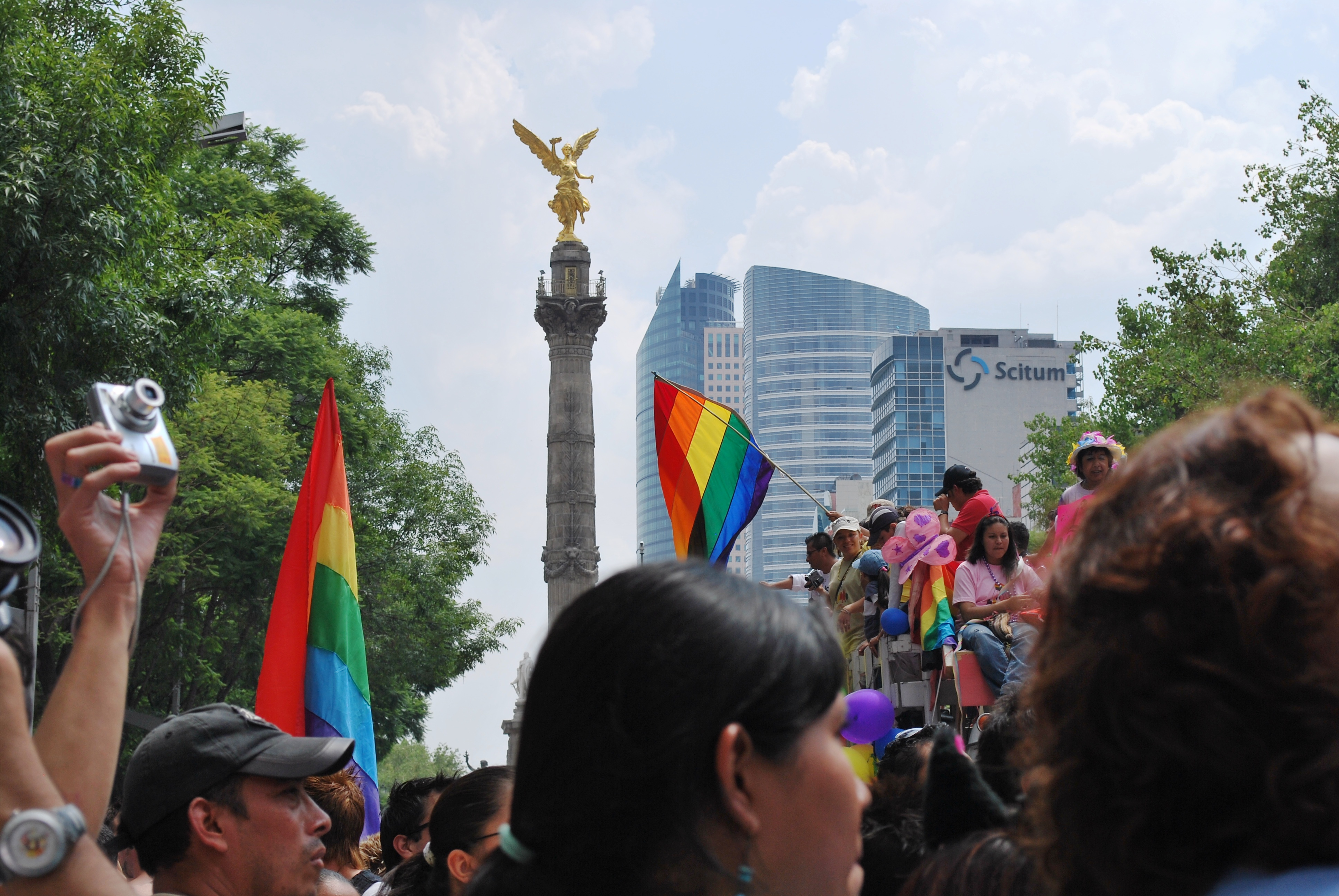
Парад ЛГБТ-прайда 2009 года в Мехико. Первый парад, состоявшийся в 1979 году (также известный как марш прайда ЛГБТ), собрал более 1000 участников марша.

В начале 1970-х годов под влиянием освободительного движения геев в США и резни в Тлателолко в 1968 году были сформированы небольшие политические и культурные группы. Первоначально они были тесно связаны с левыми политическими и, в некоторой степени, феминистскими организациями. Одной из первых ЛГБТ-групп в Латинской Америке был Фронт освобождения гомосексуалистов, организованный в 1971 году в ответ на увольнение сотрудника Sears из-за его предположительно гомосексуального поведения в Мехико.

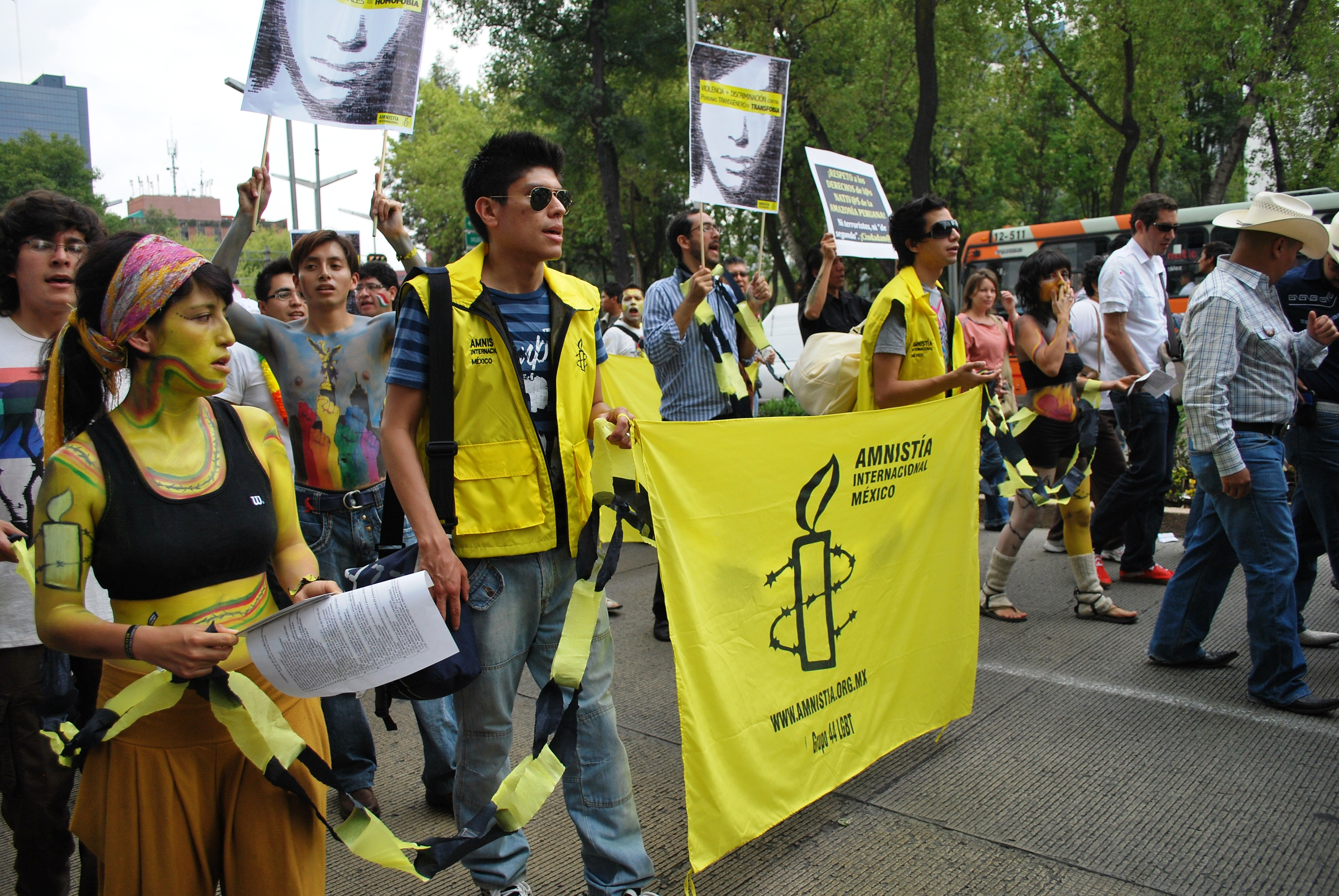
ЛГБТ-участники марша требуют равенства на параде ЛГБТ-прайда 2009 года в Мехико

Гомосексуальный фронт революционных действий протестовал против облав в 1983 году в Гвадалахаре (штат Халиско). Появление СПИДа в середине 1980-х годов вызвало серьезные дебаты и общественные дискуссии о гомосексуализме. Многие голоса, как поддерживающие, так и со стороны противников (например, Римско-католическая церковь), участвовали в общественных обсуждениях, которые повысили осведомленность и понимание гомосексуализма. ЛГБТ-группы сыграли важную роль в инициировании программ по борьбе со СПИДом, что привело к смещению акцента, которое снизило (по крайней мере временно) акцент на организации геев.
В 1991 году в Мексике прошла встреча Международной ассоциации геев и лесбиянок (ILGA), которая была ее первой встречей за пределами Европы. В 1997 году ЛГБТ-активисты принимали активное участие в создании политической платформы, в результате которой Патрия Хименес (лесбиянка-активистка из Мехико) была избрана для пропорционального представительства в Палате депутатов, представляющей левую Партию демократической революции. Защитник прав ЛГБТ Дэвид Санчес Камачо также был избран в Законодательное собрание Федерального округа.
В августе 1999 года в Мехико прошла первая встреча лесбиянок и лесбиянок-феминисток. На основе этой встречи развились организованные усилия по расширению прав ЛГБТ в столице страны.
В следующем месяце контролируемое Партией демократической революции Законодательное собрание Федерального округа приняло постановление, запрещающее дискриминацию по признаку сексуальной ориентации, первое в своем роде в Мексике.
Заметные (и хорошо посещаемые) марши и парады ЛГБТ проводятся в Мехико с 1979 года и в Гвадалахаре с 1996 года, крупнейших городах страны. В 2001 году в статью 1 Федеральной конституции были внесены поправки, запрещающие дискриминацию, основанную (среди прочего) на сексуальной ориентации в соответствии с расплывчатыми предпочтениями.
11 июня 2003 года вступил в силу антидискриминационный федеральный закон, в результате которого был создан национальный совет по его обеспечению. В том же году Амаранта Гомес баллотировалась в качестве первого трансгендерного кандидата в конгрессмены, входившего в бывшую партию «Мексика Возможная». В июне 2011 года в статью 1 Конституции был включен более точный термин «сексуальные предпочтения».
ЛГБТ в Мексике организовывались разными способами: через местные организации, марши и создание Комиссии по разоблачению преступлений на почве ненависти. Мексика имеет процветающее ЛГБТ-движение с организациями в различных крупных городах по всей стране и многочисленными ЛГБТ-публикациями (наиболее заметно в Мехико, Гвадалахаре, Монтеррее, Тихуане и Пуэбле), большинство на местном уровне (поскольку национальные организации часто распадаются, прежде чем получают поддержку).

## Хронология истории ЛГБТ в Мексике

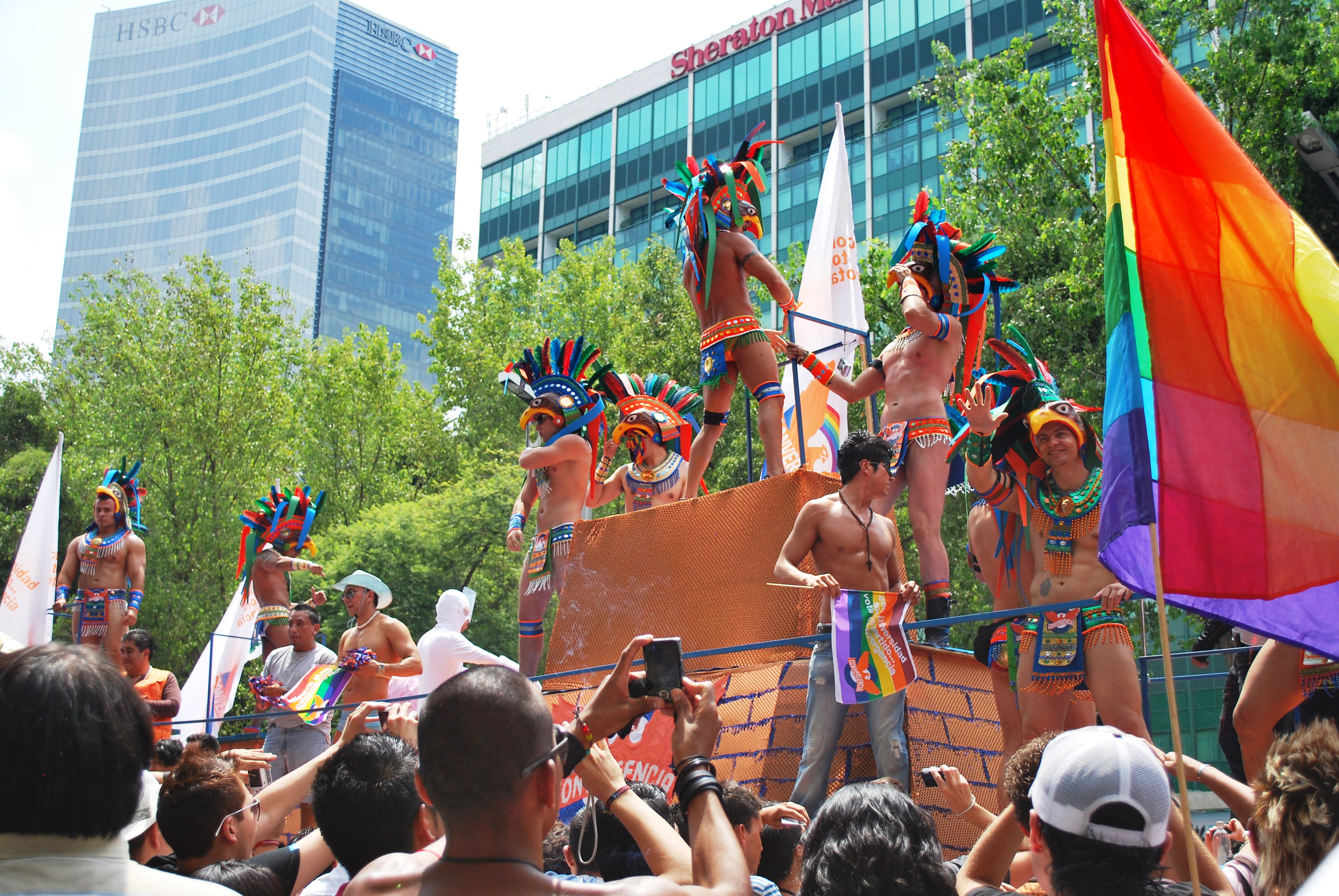
Лодка, украшенная в стилистике ацтекского воина-орла на параде ЛГБТ-прайда 2009 года в Мехико.

- Лодка, украшенная в стилистике ацтекского воина-орла на параде ЛГБТ-прайда 2009 года в Мехико.1542 год: Эрнан Кортес начал свою кампанию в Чолуле (ныне Чолула, Пуэбла). В то время гомосексуальное поведение американских индейцев варьировалось от региона к региону. Кортес от имени своего величества короля Испании начал разговаривать с местными жителями и установил правила против гомосексуализма[16].
- 1569 год: В Мехико Филиппом II была создана официальная инквизиция. Однополые половые акты были главной проблемой, и инквизиция налагала суровые штрафы, духовные наказания, публичные унижения и порку за то, что она считала сексуальными грехами[2].
- 1871 год: Интеллектуальное влияние Французской революции и кратковременная французская оккупация Мексики (1862—1867 гг.) Привели к принятию Наполеоновского кодекса. Это означало, что сексуальные отношения между взрослыми (независимо от пола) наедине перестали быть уголовным делом[1][2].
- 1901 год:
  - 20 ноября: полиция Мехико совершила налет на бал в частном доме, арестовав 42 человека (19 из которых переодевались в другую одежду). Один был освобожден, он якобы был близким родственником президента Порфирио Диаса. Возникший в результате скандал, известный как «Танец 41 Марикона», получил широкое освещение в прессе[1][3].
- 1959 год: Мэр Эрнесто Уручурту закрыл все гей-бары в Мехико под предлогом «очистки от порока» (или уменьшения его заметности)[3].
- 1971 год: Фронт освобождения гомосексуалистов, одна из первых ЛГБТ-групп в Латинской Америке, был организован в ответ на увольнение сотрудника компании Sears из-за его (предположительно) гомосексуальной ориентации[1][12].
- 1979 год: Первый в стране парад гордости ЛГБТ прошёл в Мехико[17].
- 1982 год: Макс Мехиа, Педро Пресиадо и Клаудиа Инохоса стали первыми политиками-геями, которые безуспешно баллотировались в Конгресс Мексики[18].
- 1991 год: Мексика организовала встречу Международной ассоциации геев и лесбиянок, первую встречу ассоциации за пределами Европы[18].
- 1997 год: Патрия Хименес, активистка-лесбиянка, была избрана для пропорционального представительства в Палате депутатов Мексики, представляя левую Партию Демократической революции[19]
- 1999 год:
  - Август: Первая встреча лесбиянок и лесбиянок-феминисток прошла в Мехико. С этой встречи развились организованные усилия по расширению прав ЛГБТ в столице страны[18].
- 2000 год: Эно Уранга, открытая лесбиянка и политик, предложила законопроект, который бы легализовал гражданские союзы в Мехико. Местный законодательный орган, однако, решил не принимать законопроект после широкого противодействия правых групп.
- 2003 год:
  - 29 апреля: Был принят федеральный антидискриминационный закон и немедленно создан национальный совет для обеспечения его соблюдения[20].
  - Июль: Амаранта Гомес стала первой трансгендерной женщиной, которая безуспешно баллотировалась на место в Конгрессе Мексики.
- 2004 год:
  - 13 марта: Вступили в силу поправки к Гражданскому кодексу Мехико, которые позволяют трансгендерным людям изменять пол и имя в свидетельствах о рождении[21][22].
- 2006 год:
  - 9 ноября: Мехико узаконил однополые гражданские союзы[23].
- 2007 год: 11 января: Северный штат Коауила узаконил однополые гражданские союзы[24].
  - 31 января: В Сальтильо (Коауила) состоялась первая в стране церемония создания однополого гражданского союза[25].
- 2008 год:
  - Сентябрь: Законодательное собрание Мехико приняло закон, облегчающий трансгендерным людям изменение пола в свидетельствах о рождении[26].
- 2009 год:
  - Март: Мигель Галан из несуществующей Социал-демократической партии стал первым открытым геем-политиком, который безуспешно баллотировался в мэры[27].
  - 21 декабря: Законодательное собрание Мехико приняло законопроект, легализующий однополые браки, усыновление однополыми парами, заявления на получение кредита однополыми парами, наследование от однополого партнера и совместное использование страховых вкладов однополыми парами[28]. Восемь дней спустя мэр Марсело Эбрард подписал законопроект[29].
- 2010 год:
  - 4 марта: Закон об однополых браках вступил в силу в Мехико[30].
  - 5 августа: Верховный суд страны, высший федеральный суд страны, проголосовал 9-2 за конституционность реформы однополых браков в Мехико. Четыре дня спустя он поддержал закон об усыновлении[31].
- 2011 год:
  - Июнь: В Конституцию Мексики были внесены поправки, запрещающие дискриминацию, в том числе по признаку сексуальной ориентации[1].
  - 24 ноября: Верховный суд Коауила отменил закон штата, запрещающий однополым парам усыновлять детей, настоятельно призвав законодательное собрание штата как можно скорее внести поправки в закон об усыновлении[32].
  - 28 ноября: Две однополые пары поженились в Кантунилькине (штат Кинтана-Роо), обнаружив, что в Гражданском кодексе Кинтаны-Роо не указаны гендерные требования для вступления в брак[33].
- 2012 год:
  - Январь: Однополые браки были приостановлены в Кинтана-Роо до рассмотрения в суде Луисом Гонсалесом Флоресом, государственным секретарем Кинтана-Роо[34][35].
  - Апрель: Роберто Борге Ангуло, губернатор Кинтаны Роо, аннулировал два однополых брака, заключенных в Кантунилькине[34].
  - 3 мая: Луис Гонсалес Флорес отменил решение Борхе Ангуло, разрешив заключать в Кинтана-Роо однополые браки[36].
  - 5 декабря: Верховный суд отменил закон штата Оахака, который ограничивал брак одним мужчиной и одной женщиной для целей деторождения.
- 2013 год:
  - 27 февраля: Первые лицензии на однополые браки были выданы в штате Колима после того, как чиновники сослались на Федеральную конституцию, которая запрещает дискриминацию по признаку сексуальной ориентации, и постановление Верховного суда, которое отменило запрет однополых браков в штате Оахака[37][38].
  - 22 марта: Первый однополый брак был заключен в Оахаке[39].
  - 14 июня: Второй федеральный окружной суд штата Колима постановил, что Гражданский кодекс штата является неконституционным, ограничивая брак только парами противоположного пола.
  - 1 июля: Третий окружной суд штата Юкатан постановил, что два заявителя могут вступить в брак. Марта Гонгора, директор записи актов гражданского состояния штата, сказала, что решение будет пересмотрено и может быть возвращено в суд. Адвокат защиты по этому делу Хорхе Фернандес Мендибуру указал, что, если регистратор откажется зарегистрировать брак, дело будет передано в Верховный суд с просьбой признать неконституционным закон штата, ограничивающий брак одним мужчиной и одной женщиной[40].
  - 4 июля: Штат Колима внес поправки в свою Конституцию, разрешив однополые гражданские союзы[41].
  - 8 Август: Двое мужчин стали первой однополой парой, заключившей законный брак в штате Юкатан[42].
  - 23 декабря): Кампече легализовал однополые и противоположные половые гражданские союзы[43].
- 2014 год:
  - 1 января: Вступил в силу закон, разрешающий однополые гражданские союзы в Халиско[44].
  - 11 февраля: Конгресс Коауила узаконил усыновление однополыми парами, отменив статью 385-7 Гражданского кодекса.
  - 21 марта: Указом президента Мексика объявила 17 мая Национальным днем борьбы с гомофобией.
  - 1 сентября: Конгресс Коауила узаконил однополые браки, изменив Гражданский кодекс штата[45].
  - 13 ноября: Законодательное собрание Мехико утвердило закон о гендерной идентичности, благодаря чему процесс изменения пола трансгендерными людьми стал гораздо более быстрым и простым.
- 2015 год:
  - 26 февраля: Конституционный суд штата Юкатан объявил, что 2 марта он примет решение о том, являются ли государственные запреты на однополые браки нарушением Федеральной конституции и международных соглашений.
  - 2 марта: Конституционный суд Юкатана отклонил апелляцию на конституционные действия по изменению Гражданского кодекса. Сторонники внесения поправок в кодекс пообещали обжаловать решение.
  - 3 июня: Верховный суд опубликовал «тезис юриспруденции», расширяющий определение брака и охватывающий однополые пары, поскольку законы штатов, ограничивающие его, были признаны неконституционными и дискриминационными[46].
  - 12 июня: Штат Чиуауа узаконил однополые браки и усыновление после того, как губернатор объявил, что его администрация больше не будет выступать против однополых браков в штате. Приказ вступил в силу немедленно[47].
  - 10 июля: Губернатор Герреро поручил гражданским ведомствам утвердить лицензии на однополые браки[48].
  - 21 июля: Муниципалитет Сантьяго-де-Керетаро прекратил применение запрета на однополые браки в Керетаро и начал разрешать однополым парам вступать в брак в муниципалитете.
  - 11 августа: Верховный суд Мексики в решении 9-1 постановил, что запрет Кампече на усыновление детей однополыми парами является неконституционным[49].
  - 7 сентября: Конгресс Мичоакана узаконил домашние партнерства для однополых пар[50].
  - 22 декабря: Однополые браки стали законными в штате Наярит.
- 2016 год:
  - 26 января: Верховный суд Мексики единогласно отменил запрет на однополые браки Халиско[51].
  - 5 мая: Колима отменила закон о гражданском союзе, а также конституционный запрет на однополые браки.
  - 12 мая: Конгресс Халиско выполнил решение Верховного суда и поручил всем муниципалитетам штата выдавать лицензии на однополые браки[52].
  - 17 мая: Президент Мексики Энрике Пенья Ньето объявил, что подписал инициативу о внесении поправок в статью 4 Конституции Мексики, которые легализуют однополые браки по всей стране.
  - 20 мая: Однополые браки стали законными в Кампече после того, как Конгресс штата узаконил такие браки 34-1 голосом за 10 дней до этого[53].
  - 12 июня: Однополые браки и усыновление стали законными в штате Колима.
  - 23 июня: В Мичоакане вступил в силу законопроект, разрешающий легальные однополые браки и усыновления.
  - 5 июля: Вступила в силу реформа Конституции Морелоса, узаконившая однополые браки и усыновление в штате.
  - 11 сентября: Глава агентства по усыновлению Веракруса объявил, что однополые пары могут усыновлять детей совместно в штате[54].
  - 18 сентября: Муниципалитет Сан-Педро-Чолула, расположенный в штате Пуэбла, объявил, что любая однополая пара, желающая вступить в брак, может сделать это в муниципалитете[55].
  - 23 сентября: Верховный суд Мексики завершил вынесение решения по делу об усыновлении против Кампече и вынес общенациональную судебную практику, которая обязывает всех судей нижестоящих судов выносить решения в пользу однополых пар, добивающихся усыновления и родительских прав.
  - 26 сентября: Штат Кампече отменил свой запрет на однополое усыновление.
- 2017 год:
  - 12 января: В штате Тласкала вступил в силу закон о гражданском союзе.
  - 22 февраля: Глава агентства по усыновлению Нижней Калифорнии объявил, что однополые пары имеют право усыновлять в штате.
  - 28 февраля: Верховный суд дал Чиуауа 90 дней на внесение поправок в Гражданский кодекс, отражающих недавнюю легализацию однополых браков в штате[56].
  - 26 апреля: Глава агентства по усыновлению Керетаро подтвердил, что однополые пары могут усыновлять в штате.
  - 31 мая: Верховный суд отклонил апелляцию на решение Конституционного суда Юкатана от марта 2015 года[57].
  - 11 июля: Верховный суд отменил запрет на однополые браки в Чьяпасе, узаконив однополые браки в штате[58].
  - 13 июля: Конгресс Мичоакана утвердил закон о гендерной идентичности[59].
  - 20 июля: В штате Наярит был принят закон о гендерной идентичности.
  - 1 августа: Верховный суд единогласно отменил запрет Пуэблы на однополые браки[60].
  - 3 ноября: Правительство штата Нижняя Калифорния объявило, что оно немедленно прекратит применять свой запрет на однополые браки, легализуя такие браки в штате[61].
- 2018 год:
  - 9 января: Межамериканский суд по правам человека постановил, что однополые браки и признание гендерной идентичности в официальных документах являются правами человека, защищаемыми Американской конвенцией о правах человека[62].
  - 15 мая: Верховный суд Мексики обязал Синалоа легализовать однополые браки в течение 90 дней[63].
  - 1 июля: Всеобщие выборы 2018 года привели к тому, что Движение национального возрождения (MORENA), левая партия, выступающая за однополые браки, получила большинство законодательных мест в 13 штатах, где однополые браки еще не были легализованы. MORENA вместе с Партией труда за однополые браки также получили абсолютное большинство в Палате депутатов и Сенате[64][65].
  - 1 июля: Избранный президент Андрес Мануэль Лопес Обрадор стал первым президентом Мексики, который упомянул ЛГБТ в своем первом публичном выступлении. «Государство перестанет быть комитетом на службе меньшинства и будет представлять всех мексиканцев: богатых и бедных, сельских и городских жителей, мигрантов, верующих и неверующих, людей всех течений мысли и всех сексуальных предпочтений. Будем слушать всех, будем всем помогать. Мы будем уважать всех, но отдадим предпочтение самым скромным и забытым, особенно коренным народам Мексики», — сказал он[66].
  - 26 августа: Служба записи актов гражданского состояния штата Оахака начала прием заявлений на получение лицензий на однополые браки со всей территории штата[67][68][69].
  - 13 сентября: Закон о гражданском союзе Халиско был отменен по процессуальным основаниям[70].
  - 17 октября: Верховный суд вынес решение в пользу изменения свидетельства о рождении трансгендерного человека. В решении, названном первым в своем роде в Мексике, суд постановил, что данное лицо может изменить свое имя и гендерный маркер в официальных документах посредством простого административного процесса, основанного исключительно на их собственном заявлении о своей гендерной идентичности[71][72].
  - 19 октября: Федеральный суд Мексики постановил, что Мексика должна признавать однополые браки, заключенные в мексиканских консульствах и посольствах за рубежом, если один из партнеров является гражданином Мексики[73].
  - 6 ноября: Сенат единогласно (110-0) принял законопроект, кодифицирующий некоторые судебные постановления, касающиеся юридических прав однополых пар, а именно пособий по социальному обеспечению и права на пенсию вдове или вдовцу[74].
  - 13 ноября: Штат Коауила принял законопроект о гендерной идентичности, позволяющий трансгендерным людям легче получать свидетельства о рождении, отражающие их новый юридический пол[75].
  - 16 ноября: Верховный суд обязал штат Тамаулипас легализовать однополые браки в течение 180 рабочих дней[76].
  - 28 ноября: Палата депутатов одобрила законопроект, принятый в Сенате ранее в том же месяце, единогласным 415-0 голосованием[77].
- 2019 год: (14 февраля): Сакатекас-Сити, столица штата Сакатекас, начал выдавать лицензии на однополые браки[78].
  - 19 февраля: Однополые браки стали законными в штате Нуэво-Леон[79][80].
  - 2 апреля: Агуаскальентес узаконил однополые браки[81].
  - 25 апреля: Конгресс Идальго утвердил закон о гендерной идентичности[82].
  - 8 мая: Верховный суд Мексики постановил, что неконституционно отказывать однополой паре в праве регистрировать своих детей в системе записи актов гражданского состояния[83][84].
  - 11 мая: Верховный суд Мексики продлил пенсии вдовам/вдовцам однополым парам, состоящим в сожительстве[85].
  - 17 мая: Президент Андрес Мануэль Лопес Обрадор объявил 17 мая Национальным днем борьбы с гомофобией, лесбофобией, трансфобией и бифобией и представил ряд мер, которые правительство Мексики будет осуществлять в поддержку ЛГБТ-сообщества, таких как меры по трудоустройству, гарантирующие возможности независимо от сексуальной ориентации и гендерной идентичности, совместная работа с учителями в целях искоренения дискриминации и осуществление протокола действий против преступлений на почве ненависти[86][87].
  - 17 мая: Штат Сан-Луис-Потоси начал санкционировать юридические гендерные изменения для трансгендерных людей[88].
  - 21 мая: Однополые браки стали законными в Сан-Луис-Потоси после того, как Конгресс штата узаконил такие браки на 14-12 голосах за 5 дней до этого[89].
  - 11 июня: Однополые браки стали законными в Идальго после того, как конгресс штата узаконил такие браки 18-2 голосами[90].
  - 29 июня: Однополые браки стали законными в северном штате Нижняя Калифорния[91].
  - 28 августа: Закон об однополых браках принял Конгресс Оахаки[92][93][94].
- 2021 год:
  - Сентябрь: Штат Юкатан легализовал однополые браки и ввел запрет на конверсионную терапию[95].

## Признание однополых отношений
Мексика — это федерация, состоящая из тридцати одного штата и федерального округа, также известного как Мехико. Хотя существует Федеральный гражданский кодекс, в каждом штате есть собственный кодекс, регулирующий сожительство и брак. Гражданские союзы и однополые браки не признаются на федеральном уровне. Однако большинство штатов рассмотрели законодательство по этим вопросам.
В ноябре 2013 года Фернадо Майанс, сенатор от штата Табаско и представляющий Партию демократической революции, представил предложение о внесении изменений в Федеральный гражданский кодекс, в котором брак будет определяться как «свободный союз двух людей». Предложение было передано в комиссии по правосудию, правовым исследованиям и правам человека Сената для дальнейшего изучения.
Положение Кодекса Мексики позволяет пяти постановлениям штата с одинаковым результатом по одному и тому же вопросу иметь преимущественную силу над законом и устанавливать правовую практику для его отмены. Это означает, что если в штате выиграно 5 судебных запретов, необходимо изменить закон, чтобы брак стал законным для всех однополых пар. Также важно отметить, что однополые браки, заключенные в любом штате, действительны во всех других штатах Мексики, даже если в каком-либо конкретном штате нет законов, разрешающих это, в соответствии с федеральным законом. Несмотря на юридическое требование к штатам легализовать однополые браки после 5 постановлений, это часто не выполняется. В Чиуауа до легализации однополых браков в 2015 году было вынесено почти 20 судебных запретов. Некоторые штаты просто решили проигнорировать или отложить введение однополых браков, иногда даже ценой штрафов (в Тамаулипасе законодатели были оштрафованы на срок около 100 дней из-за того, что они не легализовали его).
14 июня 2015 года Верховный суд нации объявил неконституционным отказ в выдаче разрешений на брак однополым парам во всех штатах. Это не легализовало однополые браки по всей стране, но, в свою очередь, означает, что всякий раз, когда правительство штата выносит судебный запрет паре, стремящейся получить признание брака, они должны будут предоставить его и рассмотреть вопрос о легализации, когда будет достигнуто определенное количество судебных запретов.
17 мая 2016 года президент Мексики Энрике Пенья Ньето подписал инициативу об изменении Конституции страны, которая легализует однополые браки на всей территории Мексики до утверждения Конгрессом. 9 ноября 2016 года комитет отклонил инициативу 19 голосами против 8. Однако закон, разрешающий однополые браки и усыновление однополыми парами, в настоящее время находится на рассмотрении почти во всех мексиканских штатах.
Выборы 2018 года привели к тому, что Национальное движение возрождения получило большинство или множество мест в законодательных органах в 13 штатах, где однополые браки еще не были легализованы (Южная Нижняя Калифорния, Дуранго, Герреро, Идальго, Мексика, Оахака, Сан-Луис Потоси, Синалоа, Сонора, Табаско, Тласкала, Веракрус и Сакатекас), а также абсолютное большинство вместе с Лейбористской партией в Палате депутатов, Сенате и парлмаменте. С тех пор активисты ЛГБТ активизировали свои призывы к легализации однополых браков на федеральном уровне и уровне штатов. Политические партии, поддерживающие однополые браки, в том числе Национальное движение возрождения, Лейбористская партия, Партия демократической революции и Гражданское движение, получили в общей сложности 303 места в Палате депутатов и 81 место в Сенате. Кроме того, в остальных партиях можно найти сторонников однополых браков. С тех пор однополые браки были легализованы в Южной Нижней Калифорнии, Идальго, Оахаке и Сан-Луис-Потоси.

### Мехико
В 2000 году Эноэ Уранга, политик и активистка-лесбиянка, предложила законопроект о легализации однополых гражданских союзов в Мехико под названием Ley de Sociedades de Convivencia. Законопроект признал бы права наследования и пенсии двух взрослых, независимо от сексуальной ориентации. Из-за широкой оппозиции со стороны правых групп и двусмысленности мэра Андреса Мануэля Лопеса Обрадора в отношении законопроекта Законодательное собрание решило не рассматривать его. Поскольку ожидалось, что в декабре 2006 года к власти придет новый левый мэр Марсело Эбрард, Законодательное собрание проголосовало 43-17 за одобрение Ley de Sociedades de Convivencia. Закон вступил в силу 16 марта 2007 года.
24 ноября 2009 года депутат парламента Дэвид Разу, член Партии демократической революции, предложил законопроект, разрешающий однополые браки в Мехико. Законопроект был поддержан Комиссией по правам человека Мехико и более 600 неправительственными организациями, включая Международную ассоциацию лесбиянок и геев (ILGA), Amnesty International и Фонд здравоохранения при СПИДе. Партия национального действия объявила, что она либо подаст апелляцию в суд, либо потребует референдума.
Предложение о референдуме было отклонено Законодательным собранием 18 декабря 2009 года 36-22 голосами. 21 декабря 2009 года Законодательное собрание приняло закон 39-20 голосами при пяти воздержавшихся. Восемь дней спустя мэр Марсело Эбрард подписал закон. Он вступил в силу 4 марта 2010 года. Закон изменил определение брака в Гражданском кодексе города на «свободный союз между двумя людьми». Он также предоставил однополым парам право усыновлять детей.
В феврале 2010 года Верховный суд отклонил конституционные оспаривания закона Мехико со стороны шести штатов. Однако Федеральный генеральный прокурор отдельно оспорил закон как неконституционный, сославшись на статью Конституции Мексики, в которой говорится о «защите семьи». Пять месяцев спустя Верховный суд постановил, что закон не нарушал Конституцию.

### Гражданские союзы по штатам
11 января 2007 года Конгресс северного штата Коауила легализовал однополые гражданские союзы (20-13 голосами) под названием pacto civil de solidaridad (PCS), предоставив права собственности и наследования однополым парам. PCS был предложен конгрессменом Хульетой Лопес из центристской Институционно-революционной партии, девятнадцать членов которой проголосовали за закон. Луис Альберто Мендоса, депутат правоцентристской PAN (выступившей против), сказал, что новый закон был «нападением на семью, которая является естественной группой общества и состоит из мужчины и женщины». Кроме того, PCS не вызвала большого сопротивления и была особенно поддержана епископом Раулем Вера. В отличие от закона Мехико, когда однополые пары регистрируются в Коауила, штат защищает их права (независимо от того, где они живут в Мексике). Через двадцать дней после принятия закона в Сальтильо, Коауила, был заключен первый в штате однополый гражданский союз.
11 апреля 2013 года Партия демократической революции ввела предложение по легализации гражданских союзов в Кампече. Законопроект был единогласно принят 20 декабря 2013 года, и, хотя он распространяется как на однополые, так и на разнополые пары, он конкретно предусматривает, что он «не должен представлять собой гражданское партнерство людей, живущих вместе в браке и сожительстве». Дополнительным отличием является то, что такой союз регистрируется не в Регистраторе актов гражданского состояния, а в Государственном реестре собственности и торговли.
В июле 2013 года Конгресс штата Колима одобрил поправку к конституции, разрешающую однополым парам юридически оформлять свои союзы, вступая в брачные узы с «одинаковыми правами и обязанностями в отношении заключения гражданского брака». 5 мая 2016 года закон о гражданских союзах был отменен в пользу закона об однополых браках.
В 2013 году депутаты Партии демократической революции (PRD), Институционально-революционной партии (PRI), Экологической партии зеленых Мексики (PVEM), Гражданского движения (MC) и независимый депутат представили Закон о свободном сосуществовании Конгрессу Халиско. Закон устанавливает, что однополые гражданские союзы могут заключаться в государстве, если они не считаются браками. Он не узаконивал усыновление и требовал, чтобы гражданские союзы заключались у нотариуса по гражданскому праву. 31 октября 2013 года Конгресс Халиско одобрил закон 20-15 голосами, один воздержался, а трое отсутствовали. Закон вступил в силу 1 января 2014 года. 13 сентября 2018 года Верховный суд нации отменил закон по процедурным причинам.
27 августа 2015 года Комитет по вопросам правосудия и прав человека объявил, что примет закон о гражданском союзе для однополых пар в Мичоакане. Он был единогласно одобрен полным голосованием (34-0) Конгрессом штата Мичоакан 7 сентября 2015 года. Закон был опубликован 30 сентября 2015 года в официальном государственном журнале.
В декабре 2016 года Конгресс Тласкалы одобрил законопроект о гражданских союзах 18 голосами против 4. Закон вступил в силу 12 января 2017 года.

### Однополые браки по штатам
Статус однополых браков в штатах Мексики неоднозначен. В настоящее время в Мехико и 18 из 31 штата официально заключаются однополые браки. Эти браки признаются на национальном уровне (даже в тех штатах, где однополые пары не могут вступать в брак) и различными федеральными ведомствами и организациями. Легализация однополых браков осуществлялась разными способами:
- Законодательные меры (как это произошло в штатах Южная Нижняя Калифорния, Кампече, Коауила, Колима, Идальго, Мехико, Мичоакан, Морелос, Наярит, Оахака и Сан-Луис-Потоси)
- Административное решение, в котором правительство штата или служба записи актов гражданского состояния решили прекратить применение запрета на однополые браки (штаты Нижняя Калифорния, Чиуауа и Кинтана-Роо)
- Решение Верховного суда (штаты Агуаскальентес, Чьяпас, Халиско, Нуэво-Леон и Пуэбла)

Верховный суд Мексики имеет ограниченную юридическую силу. Однополые браки нельзя узаконить сразу во всей стране. Однако он может легализовать его по одному штату и при определенных обстоятельствах с помощью так называемого процесса «неконституционности». Посредством этого процесса Верховный суд может напрямую отменить закон штата, сделав его не имеющим законной силы и недействительным (и, таким образом, предписав штату разрешить однополые браки). Иск о неконституционности может быть подан только в течение 30 дней после вступления в силу соответствующего закона. В случае с пятью вышеупомянутыми штатами их местные конгрессы изменили законы о браке, но оставили неизменными положения, запрещающие однополые браки. Впоследствии ЛГБТ-группы подали иски в Верховный суд. Кроме того, несколько муниципалитетов в 3 других штатах разрешили заключать однополые браки, решив прекратить соблюдение запретов на браки в своих штатах. Это различные муниципалитеты в штатах Герреро и Керетаро, а также в муниципалитетах Сакатекас, Куаутемок и Вильянуэва в Сакатекасе.
Существует четвертый метод. Если должностные лица в конкретном штате неоднократно обжалуют дела ампаро в федеральном апелляционном суде и проигрывают пять раз подряд (обратите внимание, что с 2015 года ни один суд в Мексике не имеет права выносить решения против однополых браков), и если апелляционный суд затем направляет по результатам рассмотрения дело в Верховный суд (SCJN), SCJN может принудить законодательный орган штата отменить свой запрет. Он дает штату крайний срок, до которого он должен изменить свои законы, обычно 90 или 180 рабочих дней. Если штат не изменит свои законы, чтобы разрешить однополые браки к этой дате, суд вынесет «Всеобщую декларацию о неконституционности» и отменит закон. В этих случаях ампаро также называют «разрешением». Однако маловероятно, что этот процесс так же эффективен, как действие процесса неконституционности. Например, в мае 2018 года штату Синалоа было приказано легализовать однополые браки в течение 90 дней; однако решение о легализации еще не исполняется.

#### Хронология
28 ноября 2011 года первые два однополых брака были заключены в Кинтана-Роо после того, как было обнаружено, что Гражданский кодекс Кинтана-Роо не запрещает однополые браки напрямую, но эти браки позже были аннулированы губернатором Кинтана-Роо в Апреле 2012 года. В мае 2012 года государственный секретарь Кинтана-Роо отменил аннулирование и разрешил заключение однополых браков в будущем в штате.
В декабре 2012 года Верховный суд Мексики постановил, что закон Оахаки о браке является неконституционным, поскольку он ограничивает церемонию бракосочетания только мужчиной и женщиной с целью «увековечить вид». В 2013 году лесбийская пара стала первой однополой парой, вступившей в брак после этого постановления. Однако постановление не узаконило однополые браки в штате, а скорее создало судебную практику против запрета однополых браков.
11 февраля 2014 года Конгресс Коауилы одобрил усыновления однополыми парами, а 1 сентября 2014 года был принят закон о легализации однополых браков, что сделало штат Коауила второй юрисдикцией в Мексике, реформировавшей свой Гражданский кодекс, чтобы разрешить законодательно однополые браки. Он вступил в силу 17 сентября, и первая пара поженилась 20 сентября.
12 июня 2015 года губернатор штата Чиуауа объявил, что его администрация больше не будет выступать против однополых браков в штате. Приказ вступил в силу немедленно, что сделало Чиуауа третьим штатом, легализовавшим такие союзы.
25 июня 2015 года, после постановления Верховного суда, регистратор актов гражданского состояния штата Герреро объявил, что они запланировали церемонию коллективного однополого брака на 10 июля 2015 года, и указал, что необходимо внести изменения в закон, чтобы разрешить гендерно-нейтральный брак, принятый Конгрессом штата до официального вступления в силу. Реестр объявил более подробную информацию о своем плане, сообщив, что только избранные регистрационные службы в штате смогут участвовать в мероприятии коллективного брака. Губернатор поручил гражданским органам утверждать лицензии на однополые браки. 10 июля 2015 года губернатор Акапулько Рохелио Ортега Мартинес заключил брак 20 однополых пар. Однако не все муниципалитеты штата заключают однополые браки.
17 декабря 2015 года Конгресс штата Наярит одобрил законопроект о легализации однополых браков. В январе 2016 года Верховный суд Мексики объявил Гражданский кодекс штата Халиско неконституционным, который ограничивал браки только парами противоположного пола, что фактически легализовало однополые браки в штате. Хотя постановление было официально опубликовано в Официальном вестнике Федерации 21 апреля 2016 года и вступило в силу в этот день, несколько муниципалитетов уже начали выдавать лицензии на однополые браки, в том числе Пуэрто-Валларта, Гвадалахара и Тлакепаке. 12 мая 2016 года Конгресс Халиско официально поручил всем муниципалитетам штата выдавать свидетельства об однополых браках. 10 мая 2016 года Конгресс штата Кампече принял закон об однополых браках.
18 мая 2016 года и штат Мичоакан, и штат Морелос приняли законопроекты, легализующие однополые браки.
25 мая 2016 года Конгресс штата одобрил законопроект о легализации однополых браков в Колиме.
В четверых отдельных исках о неконституционности Верховный суд Мексики узаконил однополые браки в Чьяпасе 11 июля 2017 года, в Пуэбле 1 августа 2017 года, в Нуэво-Леоне 19 февраля 2019 года, и в Агуаскальентесе 2 апреля 2019 года. Постановление штата Чьяпас было опубликовано 11 мая 2018 года, но местный Реестр гражданского состояния уже начал выдавать лицензии на однополые браки, начиная с 30 октября 2017 года. Постановления Пуэблы и Нуэво-Леона были опубликованы 16 февраля 2018 года и 31 мая 2019 года соответственно. В то время как постановление Агуаскальентеса еще не опубликовано, государственная служба записи актов гражданского состояния уже начала принимать заявления на вступление в брак от однополых пар.
3 ноября 2017 года правительство штата Нижняя Калифорния объявило о прекращении применения запрета на однополые браки и поручило органам регистрации актов гражданского состояния начать выдачу свидетельств о браке однополым парам. Аналогичным образом, в южном штате Оахака местный регистр актов гражданского состояния объявил в августе 2018 года, что он будет принимать заявки на регистрацию однополых браков со всего штата.
21 мая 2019 года однополые браки стали легальными в Сан-Луис-Потоси после того, как Конгресс штата легализовал такие браки за 5 дней до голосования 14-12 голосами. Закон об однополых браках в штате Идальго был принят 14 мая 2019 года и вступил в силу 11 июня. Аналогичным образом 27 июня 2019 года в Южной Нижней Калифорнии был принят закон об однополых браках, который вступил в силу двумя днями позже.

## Усыновление и планирование семьи
Однополым парам разрешено усыновление не во всех штатах Мексики. Мехико, а также штаты Агуаскальентес, Нижняя Калифорния, Кампече, Чьяпас, Чиуауа, Коауила, Колима, Халиско, Идальго, Мичоакан, Морелос, Нуэво-Леон, Пуэбла, Керетаро, Сан-Луис-Потоси и Веракрус разрешают однополым парам совместно усыновлять детей.
Мехико легализовал однополое усыновление в марте 2010 года, когда вступил в силу закон об однополых браках. 24 ноября 2011 года Верховный суд Коауила отменил закон штата, запрещающий однополым парам усыновлять детей. В феврале 2014 года штат выполнил постановление и легализовал такие усыновления. Согласно Национальной системе для комплексного развития семьи, Управление защиты детей и семьи штата выполняет один и тот же протокол для всех пар, стремящихся к усыновлению, независимо от их сексуальной ориентации.
11 августа 2015 года Верховный суд Мексики постановил решением 9-1, что запрет Кампече на усыновление детей однополыми парами является неконституционным. Верховный суд отменил статью 19 закона Кампече о гражданских союзах, которая запрещала усыновление супружескими парами в гражданском браке. Права детей были названы основной причиной решения Суда. Постановление создало конституционный прецедент, а это означает, что все запреты в Мексике, запрещающие однополым парам усыновлять детей, являются неконституционными и дискриминационными. 23 сентября 2016 года Верховный суд Мексики завершил решение по делу об усыновлении против Кампече и издал общенациональную судебную практику, которая обязывает всех судей нижестоящих судов выносить решения в пользу однополых пар, добивающихся усыновления и родительских прав. Через три дня Кампече снял запрет на усыновление.
Колима, Мичоакан и Морелос легализовали такое усыновление после утверждения их соответствующих законов об однополых браках в мае 2016 года. В сентябре 2016 года глава агентства по усыновлению Веракруса объявил, что однополые пары могут совместно усыновлять детей в штате. В феврале и апреле 2017 года главы агентств по усыновлению Нижней Калифорнии и Керетаро сделали аналогичные заявления, подтвердив, что однополым парам разрешено усыновление на законных основаниях в своих штатах. После постановления Верховного суда о снятии запрета на однополые браки в штате Чьяпас официальные лица штата подтвердили, что однополым парам разрешено усыновление, как и супружеским парам противоположного пола. Официальные лица Пуэбла также подтвердили, что однополым парам разрешено усыновление, после постановления Верховного суда в августе 2017 года, отменяющего запрет на однополый брак в Пуэбле.
В начале 2018 года председатель Верховного суда Агуаскальентеса Хуан Мануэль Понсе Санчес заявил, что ни один закон не запрещает однополым парам усыновлять детей в Агуаскальентесе. Его заявление поддержали несколько депутатов и правительственных чиновников.
В мае 2019 года Верховный суд Мексики единогласно постановил, что отказ однополой паре в праве зарегистрировать своих детей в регистре актов гражданского состояния является неконституционным. В этом конкретном случае, который произошел в Агуаскальентесе, лесбийская пара в 2015 году подала заявку на регистрацию своего новорожденного ребенка по фамилиям обеих матерей, что было отказано в регистрации актов гражданского состояния. Верховный суд постановил, что отказ нарушил «основные права на равенство и недискриминацию, право на идентичность несовершеннолетних и принцип их интересов, а также право на защиту организации и развития семьи».
Усыновление однополыми парами стало законным в Сан-Луис-Потоси и Идальго в мае и июне 2019 года после легализации однополых браков. Однополые пары также могут усыновить детей в Халиско и Нуэво-Леон.

## Защита от дискриминации
29 апреля 2003 года Федеральный конгресс единогласно принял Федеральный закон о предотвращении и ликвидации дискриминации, в том числе включив сексуальную ориентацию в качестве защищенной категории. Закон, вступивший в силу 11 июня 2003 года, создал Национальный совет по предупреждению дискриминации для его соблюдения. Мексика стала второй страной в Латинской Америке после Эквадора, обеспечившей антидискриминационную защиту лесбиянок, геев, бисексуалов и трансгендерных людей. Статья 4 закона определяет дискриминацию как:
Любое выделение, исключение или ограничение по признаку этнического или национального происхождения, пола, возраста, инвалидности, социального или экономического статуса, здоровья, беременности, языка, религии, убеждений, сексуальных предпочтений, гражданского состояния или любых других факторов, которые препятствуют признанию или получению удовольствия или борьбе и реальном равенстве с точки зрения возможностей для людей».Статья 4 Федерального закона о предупреждении и ликвидации дискриминации
В статье 9 «дискриминационное поведение» определяется как:
Препятствие доступу к государственному или частному образованию; запрещение свободного выбора работы, ограничение доступа, постоянства или продвижения по службе; отказ или ограничение информации о репродуктивных правах; отказ в медицинских услугах; воспрепятствование участию в гражданских, политических или любых других организациях; воспрепятствование осуществлению прав собственности; оскорбление, высмеивание или поощрение насилия посредством сообщений и изображений, отображаемых в средствах массовой информации; препятствование доступу к социальному обеспечению и его преимуществам; ограничение доступа к любым государственным услугам или частным учреждениям, предоставляющим услуги населению; ограничение свободы передвижения; использование или обращение оскорбительным или унижающим достоинство образом; ограничение участия в спортивных, развлекательных или культурных мероприятиях; подстрекательство к ненависти, насилию, неприятию, насмешкам, диффамации, клевете, преследованию или исключению; поощрение или участие в физическом или психологическом насилии на основании внешнего вида или манеры одеваться, разговаривать, или открыто признавать ограничение сексуальных предпочтенийСтатья 9 Федерального закона о предупреждении и ликвидации дискриминации
CONAPRED — орган штата, созданный Федеральным законом о предотвращении и ликвидации дискриминации, принятым 29 апреля 2003 года и опубликованным в Официальном журнале Федерации 11 июня. Совет является ведущим учреждением по продвижению политики и мер, способствующих культурному развитию и социальному прогрессу в области социальной интеграции и права на равенство, которое является первым фундаментальным правом в Федеральной конституции.
CONAPRED также отвечает за получение и рассмотрение жалоб и жалоб на предполагаемые дискриминационные действия, совершенные частными лицами или федеральными властями при исполнении своих обязанностей. КОНАПРЕД также защищает граждан с любыми различиями (или исключениями), основанными на любом аспекте, упомянутом в статье 4 федерального закона. Совет является юридическим лицом, владеет собственностью и входит в состав Министерства внутренних дел. Технические и управленческие решения не зависят от решений по претензиям и жалобам.

### Поправка к конституции 2011 года
В 2011 году в Конституцию Мексики были внесены поправки, запрещающие дискриминацию по признаку сексуальной ориентации. Поправка к Конституции требует ратификации как минимум 16 штатами. Штаты Агуаскальентес, Южная Нижняя Калифорния, Кампече, Чьяпас, Чиуауа, Коауила, Колима, Дуранго, Герреро, Мехико, Мичоакан, Наярит, Керетаро, Кинтана-Роо, Сан-Луис-Потоси, Сонора, Табаско, Тамаулипас, а затем и Зеракатрукас, Веракатрукас, Веракатрусас, ратифицировали поправку. Статья 1 Конституции гласит:
Любая форма дискриминации по признаку этнического или национального происхождения, пола, возраста, инвалидности, социального положения, состояния здоровья, религии, убеждений, сексуальной ориентации, семейного положения или в любой другой форме, которая нарушает человеческое достоинство или направлена на аннулирование или уменьшение права и свободы человека, запрещена.Конституция Мексики

### Законы о ЛГБТ-речи
В 2013 году Верховный суд Мексики постановил, что два слова против геев, «puñal» и «maricones», не защищены Конституцией как свобода выражения мнений, что позволяет людям, оскорбленным этими условиями, подавать иски о возмещении морального ущерба.

## Военная служба
Политика мексиканских вооруженных сил в отношении сексуальной ориентации неоднозначна, оставляя солдат-гомосексуалов и бисексуалов в «правовой неопределенности». Официально не существует закона или политики, запрещающих гомосексуалам служить, и кандидаты не допрашиваются по этому поводу. Однако на практике выявленные солдаты-гомосексуалы и бисексуалы подвергаются жестоким преследованиям и часто увольняются. В одной директиве, изданной в 2003 году, действия, «противоречащие морали или хорошим манерам при исполнении служебных обязанностей и при исполнении служебных обязанностей», описываются как серьезные проступки, требующие дисциплинарного взыскания. Другие ссылки на мораль можно найти в военных документах, что оставляет место для интерпретации в отношении сексуальной ориентации. Хотя у нынешнего военного руководства нет четкой позиции, несколько отставных генералов согласились с тем, что солдаты-гомосексуалисты обычно увольнялись со службы либо в результате отставки, либо в результате позорного увольнения. К 2018 году гомосексуалистам разрешили открыто служить в армии. Люди, у которых обнаруживается гомосексуальность, подвергаются преследованиям со стороны других солдат.
В 2007 году Конституционный суд Мексики постановил, что увольнение солдат за ВИЧ-статус является неконституционным. Ранее закон 2003 года требовал увольнения солдат, инфицированных ВИЧ, со службы.

## Гендерная идентичность и самовыражение
13 марта 2004 года вступили в силу поправки к Гражданскому кодексу Мехико, разрешающие трансгендерным людям изменять свой пол и имя в свидетельствах о рождении. В сентябре 2008 года Законодательная ассамблея Мехико, контролируемая PRD, голосованием 37-17 голосов одобрила еще один закон, облегчающий изменение пола для трансгендерных людей.
13 ноября 2014 года Законодательное собрание Мехико единогласно (46-0) одобрило закон о гендерной идентичности. Закон облегчает трансгендерным людям изменение своего юридического пола. Согласно новому закону, они просто должны уведомить регистрацию актов гражданского состояния о том, что хотят изменить информацию о поле в своих свидетельствах о рождении. Операция по смене пола, психологическая терапия или любой другой диагноз больше не требуются. Закон вступил в силу в начале 2015 года. К концу 2018 года 3 481 трансгендерный человек (2 388 транс-женщин и 1093 транс-мужчин) воспользовался законом.
По состоянию на октябрь 2020 года этому примеру последовали тринадцать штатов: Мичоакан (2017), Наярит (2017), Коауила (2018), Идальго (2019), Сан-Луис-Потоси (2019), Колима (2019), Нижняя Калифорния (2019), Оахака (2019), Тласкала (2019), Чиуауа (2019), Сонора (2020), Халиско (2020 год), Кинтана-Роо (2020 год), Пуэбла (2021 год), Южная Нижняя Калифорния (2021 год) и штат Мехико (2021 год). В августе 2018 года федеральный судья в Тамаулипасе постановил изменить свидетельства о рождении трансгендерных женщин. В октябре 2018 года Верховный суд нации постановил, что запрет трансгендерным людям изменять свой юридический пол в официальных документах является нарушением конституционных прав в случае с трансгендерным человеком из Веракруса, которому было отказано в признании его юридического имени и пола. Аналогичным образом в мае 2019 года он постановил, что право на самоопределение гендерной идентичности является фундаментальным правом человека. В этом деле участвовал трансгендерный человек из Халиско, которому было отказано в праве изменить свой юридический пол.

## Конверсионная терапия
Конверсионная терапия отрицательно влияет на жизнь ЛГБТ и может привести к заниженной самооценке, депрессии и суицидальным идеям. С 2019 года в Мексиканском Конгрессе находится законопроект о запрете псевдонаучной практики и наказании в виде трех лет тюремного заключения для всех, кто ее практикует. В феврале 2019 года сообщалось, что в ближайшие месяцы ожидается голосование по законопроекту в сенате Мексики. Законопроект передан в комиссию по юстиции Палаты депутатов. В случае одобрения он переходит в Палату депутатов. 31 июля 2020 года конверсионная терапия была запрещена в Мехико. 20 октября 2020 года конверсионная терапия также была запрещена в штате Мехико.

## Донорство крови
В августе 2012 года были утверждены новые правила здравоохранения, разрешающие геям и бисексуалам сдавать кровь. Постановления были опубликованы в нормативном дневнике страны в октябре и вступили в силу в день Рождества, 25 декабря 2012 года.

## Общественное мнение
Опрос общественного мнения Pew Research Center 2020 года показал, что 69 % мексиканцев считают, что гомосексуальность должна быть принята обществом, по сравнению с 61 % в 2013 году. Молодые люди были более восприимчивы, чем люди старше 50: 82 % людей в возрасте от 18 до 29 считали, что это следует принимать, 72 % людей от 30 до 49 и 53 % людей старше 50 лет.
В мае 2015 года ЛГБТ-социальная сеть PlanetRomeo опубликовала свой первый Индекс счастья геев (GHI). Геев из более чем 120 стран и территорий спросили о том, что они думают о взглядах общества на гомосексуальность, как они переживают то, как с ними обращаются другие люди, и насколько они довольны своей жизнью. Мексика заняла 32-е место, чуть выше Португалии и ниже Кюрасао, с индексом GHI 56.
После предложения президента Энрике Пенья Ньето узаконить однополые браки в Мексике, опрос по этому вопросу был проведен Gabinete de Comunicación Estratégica. 69 % респондентов высказались за изменение. 64 % заявили, что считают это шагом вперед в признании прав человека. Общественное мнение радикально изменилось за 16 лет. В 2000 году 62 % считали, что однополые браки недопустимы ни при каких обстоятельствах. В 2016 году так считали только 25 %.

## Условия жизни

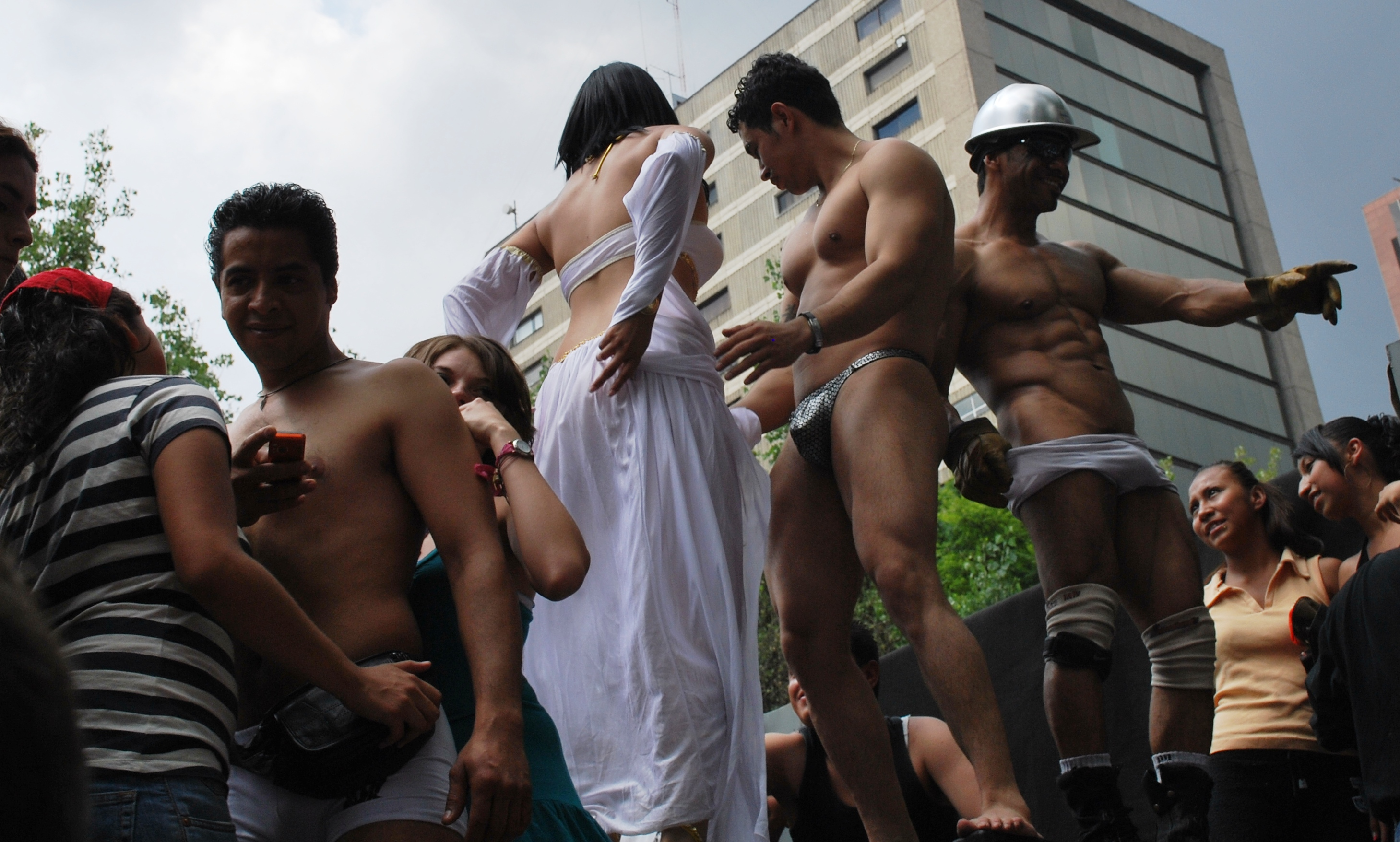
Танцоры гоу-гоу на ЛГБТ-параде 2009 года в Мехико

По данным первого Национального опроса о дискриминации (2005) в Мексике (проведенного CONAPRED), 48,4 % опрошенных мексиканцев сообщили, что не позволят гомосексуалисту жить в своём доме. 95 процентов опрошенных геев указали, что в Мексике существует дискриминация в отношении них; четверо из десяти заявили, что они стали жертвами запретительных действий; более половины заявили, что чувствуют себя отвергнутыми, а шесть из десяти считают, что их злейшим врагом является общество.
Общественная жизнь ЛГБТ процветает в крупнейших городах и на курортах страны. Центром ЛГБТ-сообщества Мехико является Zona Rosa, где существует более 50 гей-баров и танцевальных клубов. Вокруг столицы штата Мехико существует значительная культура ЛГБТ. Хотя некоторые наблюдатели утверждают, что гей-жизнь более развита во втором по величине городе Мексики, Гвадалахаре.
Другие центры включают приграничный город Тихуана, северный город Монтеррей, центральные города Пуэбла и Леон, и крупный портовый город Веракрус. Популярность гей-туризма (особенно в Пуэрто-Валларта, Канкуне и других местах) также привлекла внимание страны к наличию гомосексуализма в Мексике. Среди молодых городских гетеросексуалов стало популярно посещать танцевальные гей-клубы и заводить друзей-геев.
В 1979 году в Мехико прошел первый в стране парад прайда ЛГБТ (также известный как Марш прайда ЛГБТ), в котором приняли участие более 1000 человек. С тех пор парад проводится каждый июнь с разными темами. Он направлен на то, чтобы привлечь внимание сексуальных меньшинств, повысить осведомленность о СПИДе и ВИЧ, осудить гомофобию и потребовать создания государственной политики, такой как признание гражданских союзов, однополых браков и легализация усыновления ЛГБТ. По словам организаторов, в XXXI параде ЛГБТ-прайда в 2009 году приняли участие более 350 000 человек (на 100 000 больше, чем в предыдущем параде). Посещаемость составила 500 000 человек в 2010 году и 250 000 человек в 2018 году.
В 2003 году в столице страны был проведен первый лесбийский марш гордости. В Гвадалахаре также каждый июнь с 1996 года проводятся многолюдные парады прайда ЛГБТ. Тихуана, Пуэбла, Веракрус, Халапа, Куэрнавака, Тустла Гутьеррес, Акапулько, Чильпансинго и Мерида также проводят различные прайд-парады и события.